# Steve Deering
Stephen Edward Deering (né en 1951) est un ingénieur canadien qui a participé au développement et à la standardisation d'amélioration architecturales au Protocole Internet alors qu'il travaillait pour Cisco. Avant de rejoindre Cisco en 1996, il a participé pour Xerox PARC à un programme de recherche sur des technologies Internet avancées, notamment le routage multicast, la mobilité dans le réseau, l'adressage à grande échelle et la prise en charge d'applications multimédia sur Internet. Il a été membre de l'Internet Architecture Board (IAB), et a présidé plusieurs groupes de travail au sein de l'Internet Engineering Task Force (IETF), a conçu le multicast IP et a dirigé la conception du nouveau protocole Internet, IPv6.
Deering a cosigné plusieurs dizaines de RFC entre 1985 et 2006.

## Formation
Deering a obtenu un B.Sc. (en 1973) puis un M.Sc. (1982) de l'Université de la Colombie-Britannique. Il décroche un Ph.D. de l'Université Stanford en 1991.

## Distinctions
Deering a reçu le prix IEEE Internet 2010 pour son travail sur le multicasting et IPv6.